# 茗荷谷駅
茗荷谷駅（みょうがだにえき）は、東京都文京区小日向四丁目にある、東京地下鉄（東京メトロ）丸ノ内線の駅である。駅番号はM 23。

## 歴史
計画時の仮称は隣の清水谷町にちなみ「清水谷駅」であったが、当地の最寄りには都電の教育大学前停留場（1910年 - 1971年）があり、その隣に清水谷町停留場があるという状態であった。地域住民や拓殖大学は所在地の茗荷谷町にちなみ「茗荷谷駅」とすべく陳情を行い、小石川車両基地建設のため埋め立てた茗荷谷を記念する意味もあり「茗荷谷駅」に決定した。なお、いずれの町名も住居表示実施後は「小日向」となっている。

### 年表
- 1954年（昭和29年）1月20日：開業[2]。
- 1960年（昭和35年）
  - 5月25日：ホーム延伸工事に着手[5]。
  - 9月29日：ホーム延伸工事が終了[5]。
- 1993年（平成5年）3月1日：ホーム拡幅と階段増設および駅舎改築（駅ビル新設）を行う駅改良工事に着手[5][6]。
- 1997年（平成9年）12月25日：駅ビル1階部分（改札口）供用開始[7]。
- 1998年（平成10年）5月1日：帝都高速度交通営団（営団地下鉄）で8番目となる駅、オフィスビル「茗荷谷駅MFビル」が完成し、駅改良工事が終了[6]。総工費約42億1000万円、延床面積10.028 m2[6][8]。
- 1998年（平成10年）6月1日：茗荷谷駅MFビルの賃貸借開始[9]。
- 2004年（平成16年）4月1日：営団地下鉄民営化に伴い、当駅は東京地下鉄（東京メトロ）に継承される[10]。
- 2007年（平成19年）3月18日：ICカード「PASMO」の利用が可能となる[11]。

## 駅構造
相対式ホーム2面2線を有する地下駅に見えるが、池袋側のホーム上部に建造物（茗荷谷駅MFビル）が構築され、地下鉄の駅では珍しい半地下半地上となっている。当駅 - 後楽園駅間が地上線であり、ホームは地下鉄のトンネル出口に隣接し地上部となっている。地下部にあたる部分は駅舎地下である。改札口も地上部に立地する。駅舎は全体がオフィスビル「茗荷谷駅MFビル」となっており、地下1階地上8階構造で、駅施設としては地下1階から地上2階、7階と8階を使用している。駅南方の地上には小石川車両基地が併設されていて、入出庫のための渡り線がある。これを利用して当駅発着の列車が設定されている。また池袋方面の本線と車庫線の分岐器にはノーズ可動式分岐器が使われており、こちらも日本の地下鉄路線としては非常に珍しい。
開業当初のホーム長は池袋方面ホームが4両編成対応の80 m、荻窪方面ホームが97 m（信号所を含む）であった。将来の6両編成化を想定して池袋方面は40 m、荻窪方面は13 mの延伸スペース（荻窪駅寄りに拡張スペース）が確保されていた。1960年（昭和35年）に池袋方面ホームを30 m、荻窪方面ホームを10.1 m延伸し、6両編成に対応した。
開業当初の駅舎は鉄筋コンクリート造の地上2階建てであったが、駅施設および同居する乗務員施設の狭隘化が目立ってきたため、1993年3月から1998年5月にかけて駅改良工事が行われ、駅ビルの新設やホームの拡幅（荻窪方面：6.0 m→6.99 m・池袋方面：6.0 m→6.39 m）が行われた。なお、開業時から1998年の駅改良工事までの間は池袋までのトンネルの出口にホームが接続され、地上階からの階段がホームの池袋側終端へ接続する地上駅であった。

### のりば
| 番線 | 路線     | 行先             |
| ---- | -------- | ---------------- |
| 1    | 丸ノ内線 | 荻窪・方南町方面 |
| 2    | 丸ノ内線 | 池袋方面         |

（出典：東京メトロ:構内図）
1995年7月23日に池袋駅構内での分岐器交換工事が実施された際には、池袋駅 - 新大塚駅間を運休とし、荻窪方面からの電車は渡り線から2番線に入線して折り返し、1番線は当駅 - 新大塚駅間の区間電車の発着ホームとして使用していた。

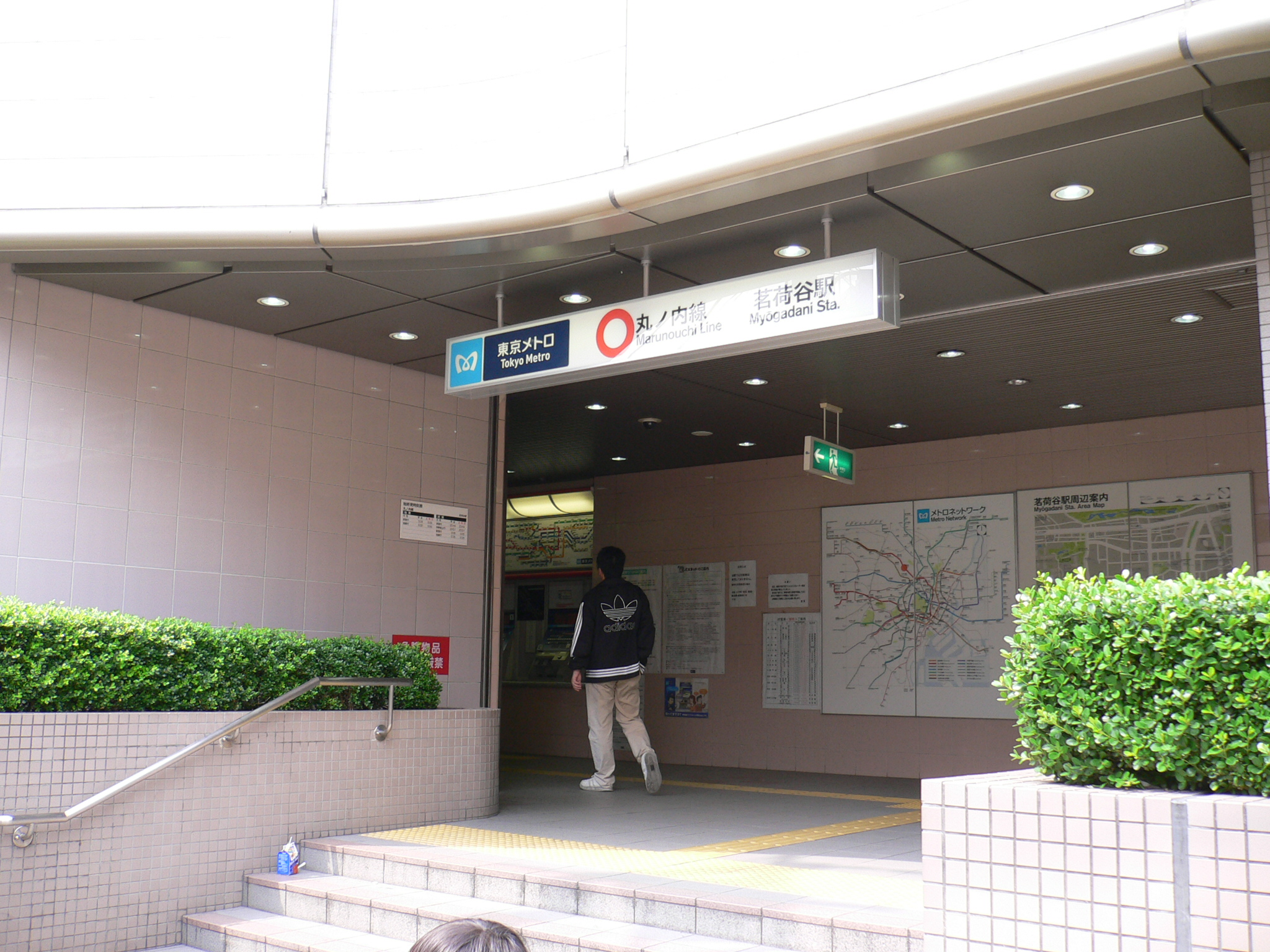
3番出入口（2005年6月12日）
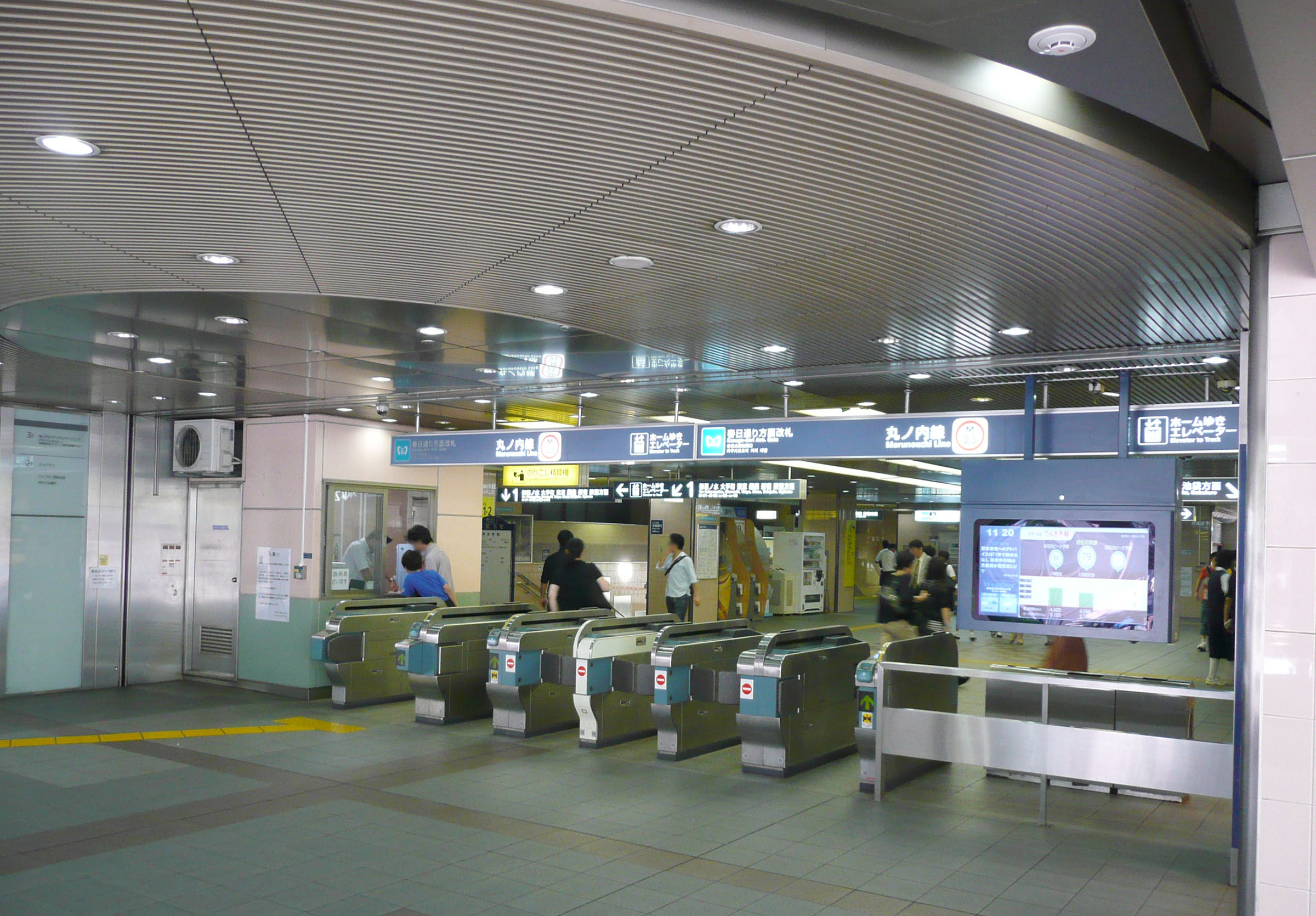
春日通り方面改札口（2011年9月19日）
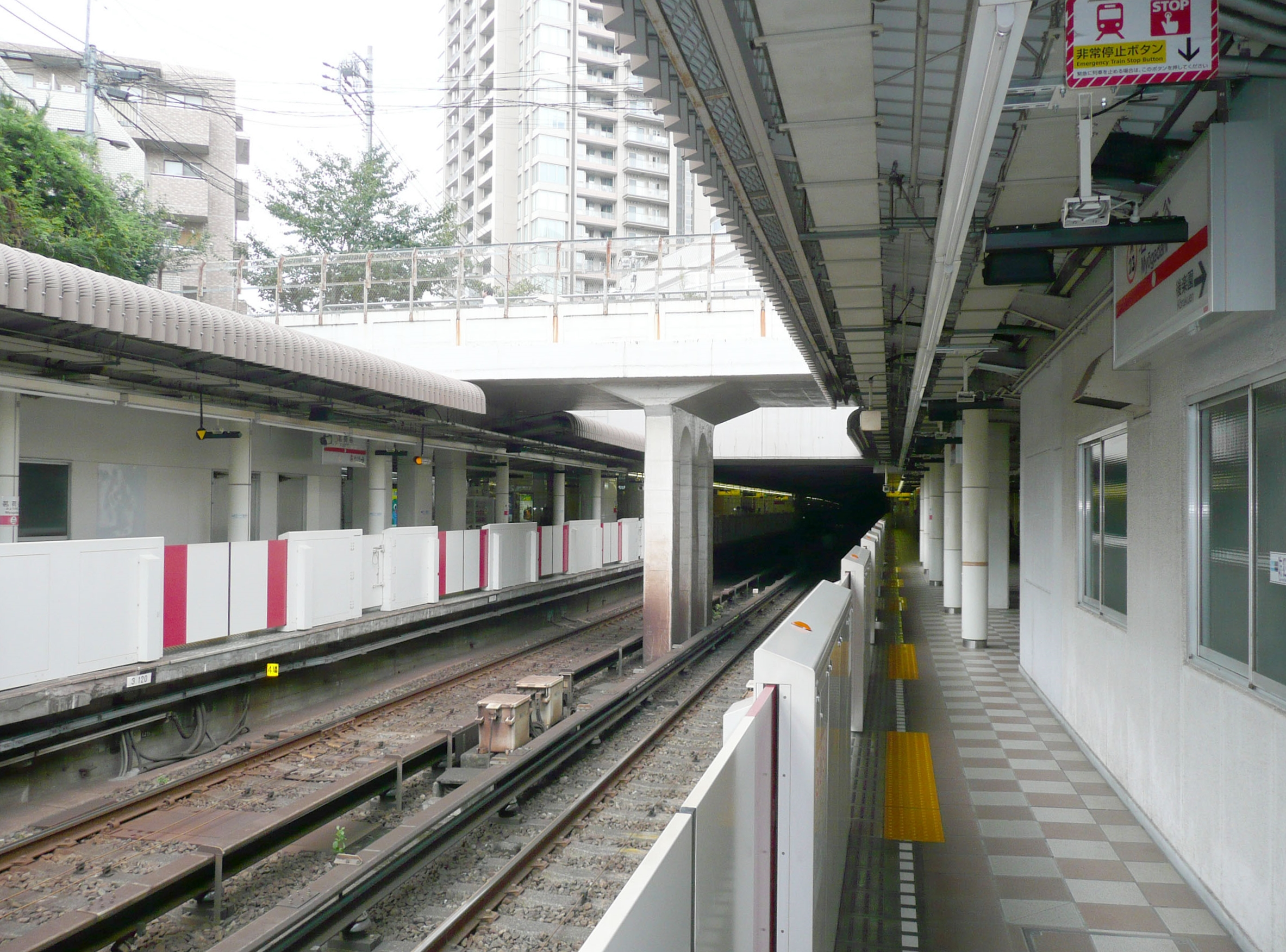
1番線ホーム（2011年9月19日）
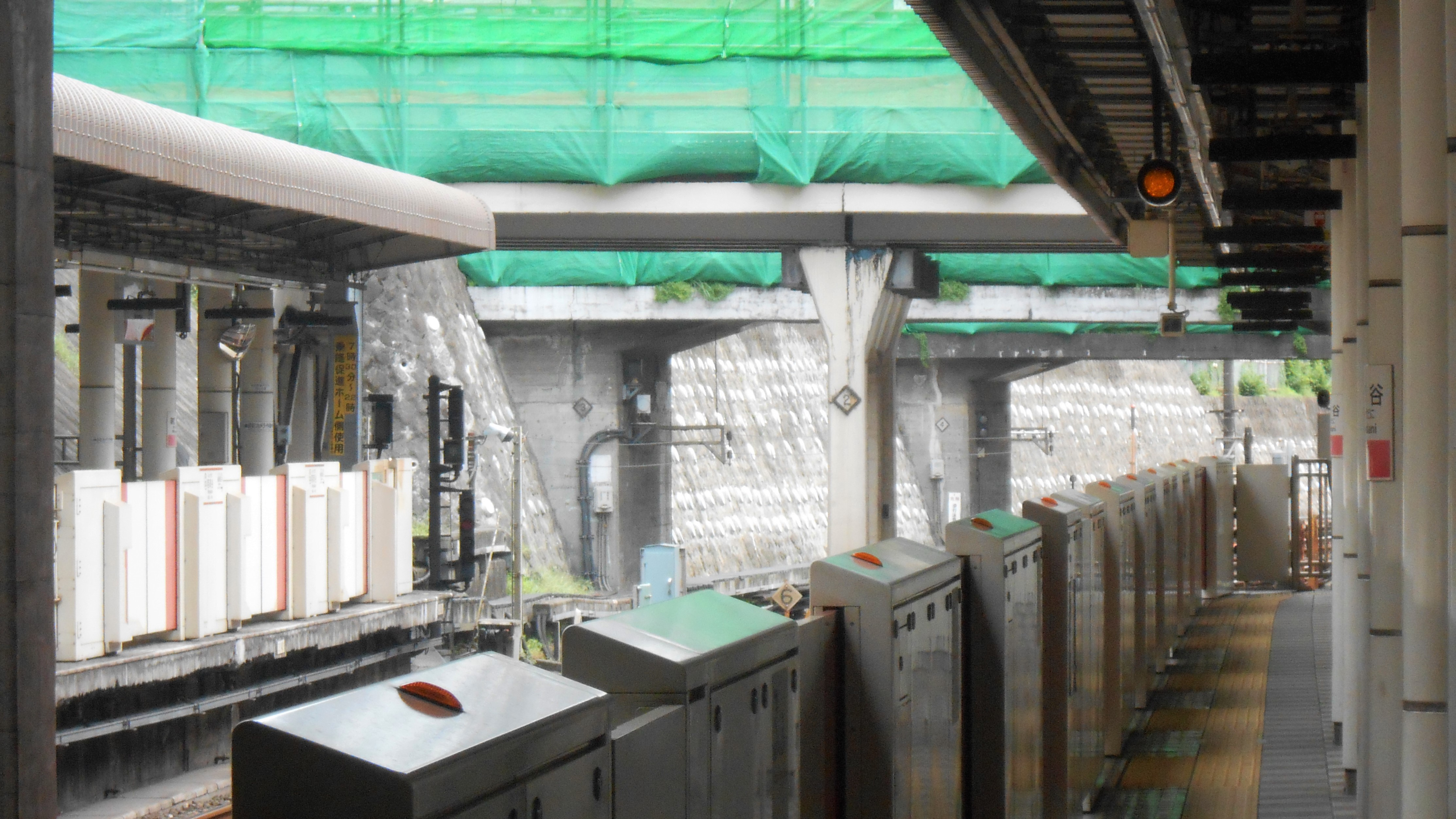
2番線ホーム（2018年8月28日）

### 発車サイン音
丸ノ内線の各駅ではワンマン運転の開始に伴って発車メロディが導入されており、当駅も2009年2月頃に導入されたが、近隣住民からの苦情により1か月程度で使用中止となった。
曲は1番線が「スペシャルゲスト」（塩塚博作曲）、2番線が「希望の電車」（福嶋尚哉作曲）であった。
その後、2009年12月21日より深夜と早朝（22時 - 翌日7時30分）を除いて、従来の発車ブザーの使用を再開した。以来、当駅は丸ノ内線で唯一の発車ブザー常時使用駅となっている。深夜と早朝はブザーも省略され、無合図で発車する（2000系ではこの時間帯の当駅のみ車内自動放送で発車をアナウンスする）。

## 利用状況
2024年度の1日平均乗降人員は78,606人であり、東京メトロ全130駅中49位。
近年の1日平均乗降・乗車人員推移は下表の通りである。
| 年度               | 1日平均 乗降人員 | 1日平均 乗車人員 | 出典     |
| ------------------ | ---------------- | ---------------- | -------- |
| 1956年（昭和31年） |                  | 9,330            | [ * 1 ]  |
| 1957年（昭和32年） |                  | 13,637           | [ * 2 ]  |
| 1958年（昭和33年） |                  | 15,338           | [ * 3 ]  |
| 1959年（昭和34年） |                  | 16,361           | [ * 4 ]  |
| 1960年（昭和35年） |                  | 16,756           | [ * 5 ]  |
| 1961年（昭和36年） |                  | 17,593           | [ * 6 ]  |
| 1962年（昭和37年） |                  | 18,916           | [ * 7 ]  |
| 1963年（昭和38年） |                  | 23,752           | [ * 8 ]  |
| 1964年（昭和39年） |                  | 23,232           | [ * 9 ]  |
| 1965年（昭和40年） |                  | 30,196           | [ * 10 ] |
| 1966年（昭和41年） |                  | 32,422           | [ * 11 ] |
| 1967年（昭和42年） | 65,182           | 32,835           | [ * 12 ] |
| 1968年（昭和43年） | 73,815           | 36,054           | [ * 13 ] |
| 1969年（昭和44年） | 73,408           | 36,734           | [ * 14 ] |
| 1970年（昭和45年） | 77,579           | 38,426           | [ * 15 ] |
| 1971年（昭和46年） | 80,229           | 39,938           | [ * 16 ] |
| 1972年（昭和47年） | 82,315           | 41,544           | [ * 17 ] |
| 1973年（昭和48年） | 80,849           | 40,976           | [ * 18 ] |
| 1974年（昭和49年） | 81,389           | 41,107           | [ * 19 ] |
| 1975年（昭和50年） | 70,261           | 34,791           | [ * 20 ] |
| 1976年（昭和51年） | 68,426           | 34,377           | [ * 21 ] |
| 1977年（昭和52年） | 65,375           | 33,167           | [ * 22 ] |
| 1978年（昭和53年） | 61,772           | 30,912           | [ * 23 ] |
| 1979年（昭和54年） | 62,049           | 30,693           | [ * 24 ] |
| 1980年（昭和55年） | 61,501           | 30,728           | [ * 25 ] |
| 1981年（昭和56年） | 62,384           | 31,002           | [ * 26 ] |
| 1982年（昭和57年） | 61,109           | 30,314           | [ * 27 ] |
| 1983年（昭和58年） | 59,873           | 30,204           | [ * 28 ] |
| 1984年（昭和59年） | 61,641           | 30,540           | [ * 29 ] |
| 1985年（昭和60年） | 61,727           | 30,772           | [ * 30 ] |
| 1986年（昭和61年） | 62,039           | 31,244           | [ * 31 ] |
| 1987年（昭和62年） | 62,050           | 31,286           | [ * 32 ] |
| 1988年（昭和63年） | 63,361           | 31,722           | [ * 33 ] |
| 1989年（平成元年） | 64,771           | 32,215           | [ * 34 ] |
| 1990年（平成02年） | 66,888           | 32,686           | [ * 35 ] |
| 1991年（平成03年） | 68,877           | 32,516           | [ * 36 ] |
| 1992年（平成04年） | 68,342           | 33,093           | [ * 37 ] |
| 1993年（平成05年） | 66,844           | 33,181           | [ * 38 ] |
| 1994年（平成06年） | 66,371           | 32,959           | [ * 39 ] |
| 1995年（平成07年） | 65,154           | 32,746           | [ * 40 ] |
| 1996年（平成08年） | 64,480           | 32,389           | [ * 41 ] |
| 1997年（平成09年） | 62,802           | 31,674           | [ * 42 ] |
| 1998年（平成10年） | 63,082           | 32,074           | [ * 43 ] |
| 1999年（平成11年） | 61,741           | 31,210           | [ * 44 ] |
| 2000年（平成12年） | 61,551           | 31,063           | [ * 45 ] |
| 2001年（平成13年） | 62,436           | 31,476           | [ * 46 ] |
| 2002年（平成14年） | 64,511           | 31,804           | [ * 47 ] |
| 2003年（平成15年） | 63,627           | 31,380           | [ * 48 ] |
| 2004年（平成16年） | 61,333           | 30,581           | [ * 49 ] |
| 2005年（平成17年） | 60,881           | 30,238           | [ * 50 ] |
| 2006年（平成18年） | 60,986           | 30,290           | [ * 51 ] |
| 2007年（平成19年） | 62,438           | 31,128           | [ * 52 ] |
| 2008年（平成20年） | 63,386           | 31,625           | [ * 53 ] |
| 2009年（平成21年） | 65,479           | 32,707           | [ * 54 ] |
| 2010年（平成22年） | 65,898           | 32,928           | [ * 55 ] |
| 2011年（平成23年） | 66,404           | 33,320           | [ * 56 ] |
| 2012年（平成24年） | 69,497           | 34,562           | [ * 57 ] |
| 2013年（平成25年） | 70,890           | 35,328           | [ * 58 ] |
| 2014年（平成26年） | 70,584           | 35,122           | [ * 59 ] |
| 2015年（平成27年） | 76,033           | 37,828           | [ * 60 ] |
| 2016年（平成28年） | 77,552           | 38,584           | [ * 61 ] |
| 2017年（平成29年） | 79,409           | 39,515           | [ * 62 ] |
| 2018年（平成30年） | 79,328           | 39,455           | [ * 63 ] |
| 2019年（令和元年） | 78,179           | 38,888           | [ * 64 ] |
| 2020年（令和02年） | 48,571           |                  |          |
| 2021年（令和03年） | 57,275           |                  |          |
| 2022年（令和04年） | 64,833           |                  |          |
| 2023年（令和05年） | 76,244           |                  |          |
| 2024年（令和06年） | 78,606           |                  |          |

## 駅周辺
- 文京区大塚地域活動センター
- 小石川植物園
- 文京区立小石川図書館
- 文京スポーツセンター
- 日本社会事業大学（文京キャンパス）
- 跡見学園女子大学（文京キャンパス）
- 跡見学園中学校・高等学校
- お茶の水女子大学
- お茶の水女子大学附属幼稚園
- お茶の水女子大学附属小学校
- お茶の水女子大学附属中学校
- お茶の水女子大学附属高等学校
- 文京区立お茶の水女子大学こども園
- 拓殖大学 文京キャンパス
- 拓殖大学国際教育会館
- 中央大学 茗荷谷キャンパス
- 筑波大学 東京キャンパス（東京教育大学跡地）
- 筑波大学附属中学校・高等学校
- 筑波大学附属小学校
- 東洋大学京北中学高等学校 （旧・最高裁判所書記官研修所跡地）
- 放送大学 東京文京学習センター
- 東京都立竹早高等学校
- 東京学芸大学附属竹早中学校
- 東京学芸大学附属竹早小学校
- 文京区立音羽中学校
- 文京区立第一中学校
- 文京区立窪町小学校
- 文京区立小日向台町小学校
- 文京区立小日向台町幼稚園
- 文京区立茗台中学校
- 貞静学園短期大学
- 貞静学園中学高等学校
- 簸川神社
- 新大塚公園
- 窪町東公園
- 切支丹屋敷跡
- 竹早公園
- 竹早テニスコート
- 教育の森公園
- 占春園
- 林泉寺
- 深光寺
- 播磨坂
- 小石川郵便局
- ゆうちょ銀行 小石川店
- 茗荷谷駅前郵便局
- 文京大塚三郵便局
- 文京大塚二郵便局
- りそな銀行 茗荷谷支店
- 三井住友銀行 茗荷谷研修所 茗荷谷支店・大塚支店（茗荷谷支店内）
- 茗渓会館
- 新日本婦人の会 中央本部
- アトラスタワー茗荷谷
- 東京地下鉄 小石川車両基地・小石川CR
- マルエツプチ茗荷谷店

## バス路線
停留所名は都営バスが茗荷谷駅前（拓殖大学前）、日立自動車交通が茗荷谷駅である。
都営バス
- 都02：大塚駅前行・大塚二丁目行 / 錦糸町駅前行・春日駅前行・東京ドームシティ行
- 都02乙：池袋駅東口行 / 東京ドームシティ行・一ツ橋行

日立自動車交通
- Bーぐる 目白台・小日向ルート：文京シビックセンター方面

## 隣の駅
東京地下鉄（東京メトロ）
 丸ノ内線
後楽園駅 (M 22) - 茗荷谷駅 (M 23) - 新大塚駅 (M 24)